# 埃里希·弗罗姆

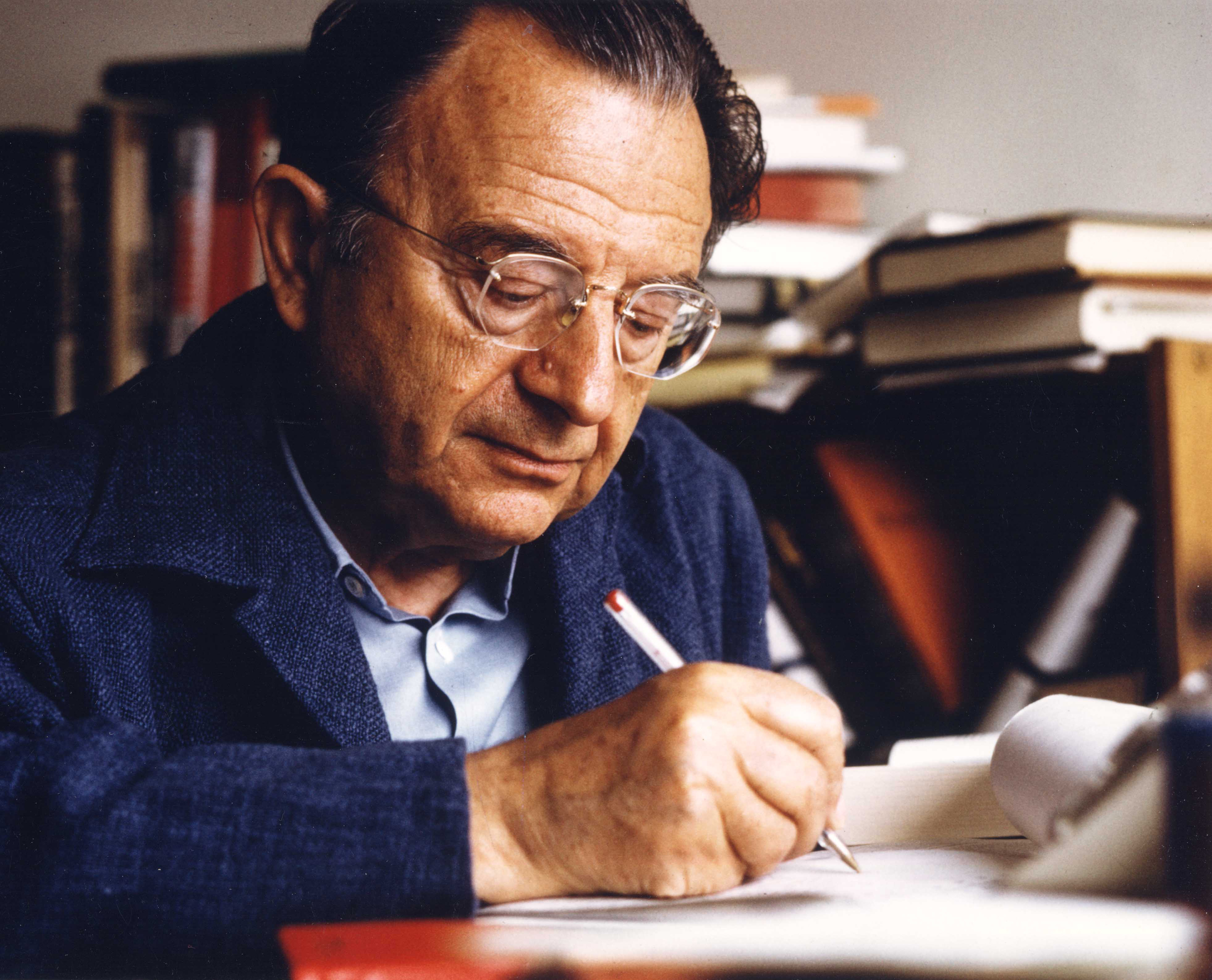
1974年

埃里希·弗罗姆（德語：Erich Fromm，1900年3月23日—1980年3月18日），又译作弗洛姆，美籍德国犹太人。人本主义哲学家和精神分析心理学家。畢生致力修改弗洛伊德的精神分析學說，以釐清兩次世界大戰後的精神處境。他企圖調和弗洛伊德的精神分析學跟人本主义的學說，其思想可以說是新弗洛依德主義與新馬克思主義的交匯。弗洛姆被尊為「精神分析社會學」的奠基者之一。
弗洛姆是法蘭克福學派的成員，後來從德國移居美國後仍然保持與學派的聯繫。

## 生平與經歷
弗洛姆1900年生於一個德國法蘭克福猶太人家庭，為家中獨子。1918年弗洛姆进入法兰克福大学学习两学期法学。1919年暑假后，弗洛姆进入海德堡大学学习，改学社会学，师承阿尔弗雷德·韦伯（马克斯·韦伯的兄弟）、卡尔·雅斯贝斯和海因里希·李凯尔特。1922年獲哲學博士學位。次年至慕尼黑大學專攻精神分析學，1925年至1930年間，在柏林精神分析学会接受精神分析训练。1930年，他开始临床实践，加入法兰克福社会观察学会。纳粹在德国执政后，弗洛姆搬到日内瓦，1934年到纽约哥伦比亚大学工作。离开哥伦比亚大學后，在1943年他帮助组建华盛顿精神病学学校纽约分校。1945年又组建了William Alanson White 精神病学，精神分析和心理学协会。
1950年，弗洛姆搬到墨西哥城，在墨西哥国立自治大学出任教授，並在那裡的医学院建立精神分析部。另一方面，他从1957年到1961年担任密歇根州立大学心理学教授，又從1962年担任纽约大学文理学院心理学客座教授。1965年弗洛姆退休，然後在1974年搬到瑞士穆拉尔托。1980年，弗洛姆在八十岁生日前五天於家中去世。弗洛姆一生坚持临床实践，出版了一系列著作。

## 學說內容
弗洛姆的作品以紀錄社會政治以及作為基礎哲學和心理學著名。
弗洛姆於1941年發表他的第一本重大著作《逃避自由》。1947年出版其續集——《為自己的人》。這兩本著作概述了弗洛姆的人的本性理論中人的性格理論。弗洛姆最流行的著作是1956年出版的《愛的藝術》，他在這著作中概括並補充了《逃避自由》和《為自己的人》及其他著作中的人性理論。
弗洛姆從小學習《塔木德經》（猶太教的法典），人生觀受其影響深遠。年輕時他跟隨猶太教祭司J. Horowitz學習《聖經》，後來在海德堡大學修讀社會學博士時跟隨祭司Salman Baruch Rabinkow學習 。在法蘭克福讀書時又跟隨過Nehemia Nobel和Ludwig Krause。弗洛姆的祖父及其兩個哥哥都是祭司，一個舅公是著名的《塔木德經》學者。然而在1926年，弗洛姆離開正統猶太教，轉向以人本主義解釋《聖經》的典範。
弗洛姆對《聖經》中亞當與夏娃被逐出伊甸園的故事的解釋奠定了他的人本主義哲學的基石。弗洛姆指出，辨別善惡通常被視為是一種美德，研究《聖經》的學者卻都認為亞當與夏娃吃知善惡樹的果實犯了罪，因為他們違背了上帝代表父性的一面。他認為人應運用其創造力來建立自己的價值，不是以服從父性權威和依賴母性的關愛來建立道德價值。弗洛姆認爲人應當脫離宗教中將上帝當作父親和母親來愛的主流態度，認識到上帝是人類所需要追求的全部事物投射，從而擁有成熟的、愛的能力，而非停留於幼稚的愛。他也認爲關於上帝的觀念，在歷史和宗教的形成中，根據精神分析的理論是逐漸演變和成熟的。
除了純粹譴責權威主義的價值體系，弗氏也把亞當與夏娃的故事作為比喻，以解釋人類不安的情緒。亞當與夏娃吃了知識樹的果實，他們意識到當自己仍然是大自然的一部分，自己與大自然已不再是一體。於是他們覺得 「赤裸」和「羞愧」。他們已經進化成人類，意識到自己，意識到道德價值，意識到面對大自然和外部世界的巨大力量帶來的無力感，不再是與自然為一體，只有動物本能的那個「準人類」。按照弗洛姆，罪惡感和羞愧源於人意識到人和自然、人和人之間存在的割裂性。要解決這種存在的分裂，唯有發揮人類的積極力量和創造性——愛和理性。
弗洛姆認為愛是人與人之間的創造力，而不是感情。他以此創造力把各種經常來當作「真愛」的證明的自戀神經症和性虐待傾向區別開來。弗氏相信愛的本質有四大元素：關懷、責任、尊重和了解。認為「愛情」的經驗只代表一個人未能真正了解愛的本質。弗氏利用《聖經》裡約拿的故事說明在現今人際關係中，關懷和責任的特質已十分少見。故事講述尼尼微城鎮的居民有罪，要承受惡果，約拿卻不願意去拯救他們。弗氏稱現代社會的人缺少對別人的自由的尊重，更不了解別人真正的希望和需要。
他认为资本主义社会病态、不义的尺度便是它不符合人性和人的需求，据此他提出了人有五种需求：
- 相属需求。指个体具有爱人与被爱的需求，希望认识别人，了解、关怀别人，并愿意对别人承担责任；
- 超越需求。指个人希望在作为上超越物质条件的限制，在精神上能表现出创造性的人格特质；
- 落实需求。指个人希望与别人、社会及与大自然亲密结合，从而获得安身立命的需求；
- 统合需求。指个人力求自己人格统整，希望在世界上活出意义来的心理倾向；
- 定向需求。指个人具有努力寻求生活方向从而获得心安的心理倾向。

他讨论了资本主义社会中人们应付孤独感的几种心理机制，他称之为性格的动力倾向性：
- 接纳倾向性——这种倾向性的人没有生产或提供爱的能力，他所需要的一切完全寻求别人帮助、依赖别人，是接受者而不是给予者。
- 剥削倾向性——这种倾向性的人，并不期望接受，而是依其暴力、诡计等，从他人处巧取豪夺，以满足自己的欲望。
- 贮藏倾向性——这种倾向性的人把外部世界视为威胁，通过贮存和占有而获得安全感。
- 市场倾向性——这种倾向性的人的价值观是在市场上把自己当作商品，使自己具备适合雇主所需之性格特征。
- 创造倾向性——这种倾向性的人充分发挥其潜能，成为创造者，对社会可以作出创造性的奉献。

上述前四种倾向性都是人格的病态表现，针对有心理疾病的人而言，提出应当根据患者的心理需求和性格倾向实施治疗与拯救；只有创造倾向性是人格常态的、健康的表现，对一般的健康人，应加以积极的引导，促使他们的人格健全地发展。
弗洛姆提出了社會潛意識，社会潜意识是一个社会的大多数成员共同存在的被压抑的领域。他指出，历史上大多数社会都是少数人统治并剥削多数人，因此必然会想方设法不让大多数人意识到这种社会的不合理，必须把人们的怨恨情绪压抑下去。压抑的机制是每个社会都有的一套决定人 的认识方式的体系，其作用类似于过滤器。除非人们的经验能够透过这个过滤器否则就不能成为意识。这种社会过滤器由三种要素组成：一、语言。难以用语言表达 的经验和现象则难以成为明确的意识；二、逻辑，不合逻辑的经验被排斥在意识之外，而不同文化有不同的逻辑；三、社会禁忌，指每个社会都排斥某些思想和感 情，使之不被思考、感受和表达。在构成过滤器的三种要素中，社会禁忌是最重要的。社会潜意识和社会性格一样是联系经济基础和意识形态的中介环节。對个人方面，是个体为逃避被他人和社会所孤立和排斥而形成的心理机能。

## 著作
| 出版年份 | 英文書名                                                                                           | 中文書名                                     | 中文書名                                       | 備註       |
| -------- | -------------------------------------------------------------------------------------------------- | -------------------------------------------- | ---------------------------------------------- | ---------- |
| 1941     | Escape from Freedom                                                                                | 逃避自由                                     |                                                |            |
| 1947     | Man for Himself                                                                                    | 自我的追尋、 為自己而活                      | 为自己的人                                     |            |
| 1950     | Psychoanalysis and Religion                                                                        |                                              | 心理分析与宗教                                 | 台灣無出版 |
| 1951     | Forgotten language; an introduction to the understanding of dreams, fairy tales, and myths         | 夢的精神分析                                 | 被遗忘的语言                                   |            |
| 1955     | The Sane Society                                                                                   | 理性的掙扎                                   | 健全的社會                                     |            |
| 1956     | The Art of Loving                                                                                  | 愛的藝術                                     | 爱的艺术                                       | 木馬文化   |
| 1959     | Sigmund Freud's mission; an analysis of his personality and influence                              | 論佛洛以德、 弗洛伊德的使命                  | 弗洛伊德的使命— 人格与影响力分析               |            |
| 1960     | Psychoanalysis and Zen Buddhism                                                                    | 禪與心理分析                                 | 心理分析和禅宗                                 |            |
| 1960     | Let Man Prevail – A Socialist Manifesto and Program                                                |                                              |                                                | 無中文譯本 |
| 1961     | May Man Prevail? An Inquiry into the Facts and Fictions of Foreign Policy                          |                                              | 人性会占优势吗                                 | 無中文譯本 |
| 1961     | Marx’s Concept of Man. With a Translation of Marx's Economic and Philosophical Manuscripts         | 馬克思關於人的概念                           | 马克思论人                                     |            |
| 1962     | Beyond the Chains of Illusion: my encounter with Marx and Freud                                    | 在幻想鎖鏈的彼岸— 我所理解的馬克思和弗洛伊德 | 在幻想锁链的彼岸— 我所理解的马克思和弗洛伊德   |            |
| 1963     | The Dogma of Christ and Other Essays on Religion, Psychology and Culture                           | 基督教義的心理分析                           | 基督教义分析                                   |            |
| 1964     | The Heart of Man. Its Genius for Good and Evil                                                     | 人的心                                       | 人的心—他的善恶天性、 恶的本性                 |            |
| 1965     | Socialist Humanism. An International Symposium                                                     |                                              | 社会主义的人道主义                             | 無中文譯本 |
| 1966     | You Shall Be as Gods. A Radical Interpretation of the Old Testament and Its Tradition              |                                              | 像上帝一樣生存                                 | 無中文譯本 |
| 1968     | The Revolution of Hope. Toward a Humanized Technology                                              | 人類新希望                                   | 希望的革命— 通向人性化的技术                   |            |
| 1968     | Nature of Man                                                                                      |                                              | 人的本性                                       | 無中文譯本 |
| 1970     | The Crisis of Psychoanalysis. Essays on Freud, Marx and Social Psychology                          |                                              | 心理分析的危机                                 | 無中文譯本 |
| 1970     | Social character in a Mexican village; a sociopsychoanalytic study                                 |                                              | 一个墨西哥村庄的社会性格— 一项社会心理分析研究 | 無中文譯本 |
| 1973     | The Anatomy of Human Destructiveness                                                               | 人類破壞性的剖析                             | 人的破坏性剖析                                 | 木馬文化   |
| 1976     | To Have or to Be                                                                                   | 生命的展現                                   | 占有还是生存                                   |            |
| 1979     | Greatness and Limitation of Freud's Thought                                                        | 超越佛洛伊德                                 | 弗洛伊德思想的伟大和局限                       |            |
| 1980     | The Working Class in Weimar Germany. A Psychological and Sociological Study, edited and introduced |                                              |                                                | 無中文譯本 |
| 1981     | On Disobedience and Other Essays                                                                   |                                              | 论不服从                                       | 台灣無出版 |
| 1983     | For the Love of Life                                                                               | 生命之愛                                     | 生命之爱                                       |            |
| 1985     | The Erich Fromm Reader. Readings Selected and Edited                                               |                                              |                                                | 無中文譯本 |
| 1989     | The Art of Being                                                                                   | 存在的艺术                                   | 生存的艺术                                     | 木馬文化   |
| 1990     | The Revision of Psychoanalysis                                                                     |                                              |                                                | 無中文譯本 |
| 1991     | The Art of Listening                                                                               | 聆聽的藝術                                   | 听的艺术                                       | 木馬文化   |
| 1991     | The Pathology of Normalcy. Contributions to a Science of Man                                       |                                              |                                                | 無中文譯本 |
| 1992     | Beyond Freud: From Individual to Social Psychoanalysis, ed. and with a foreword                    |                                              |                                                | 無中文譯本 |
| 1992     | On Being Human                                                                                     |                                              |                                                | 無中文譯本 |
| 1994     | Love, Sexuality, and Matrarchy. About Gender, ed. and with an introduction                         |                                              |                                                | 無中文譯本 |
| 2010     | On Disobedience. Why Freedom Means Saying “No” to Power                                            |                                              |                                                | 無中文譯本 |

以上部分著作有一种或更多的中文译本。